# Сольрёд (коммуна)
Сольрёд (дат. Solrød Kommune) — датская коммуна в составе области Зеландия. Площадь — 39,99 км², что составляет 0,09 % от площади Дании без Гренландии и Фарерских островов. Численность населения на 1 января 2008 года — 20759 чел. (мужчины — 10255, женщины — 10504; иностранные граждане — 770).

## Железнодорожные станции
- Хаудруп (Havdrup)
- Йерсие (Jersie)
- Сольрёд Странн (Solrød Strand)